# آجودان کل
آجودان کل (انگلیسی: Adjutant general) یا آجودان ژنرال افسر ارشد اداری در اغلب ارتش‌های جهان است، که تابع رئیس ستاد ارتش می‌باشد و اغلب بطور مستقیم برای معاون نیروی انسانی (یا معاون پرسنلی) کار می‌کند. در ارتش ایالات متحده آمریکا این سمت که پیش‌تر یک مقام با درجه سرلشکری بود، که از سال ۱۹۸۴ به یک جایگاه با درجه سرتیپی تبدیل شده است. در نیروهای مسلح ایالات متحده آمریکا این افسر فرمانده سپاه آجودان کل است و مسئول رویه‌های مربوط به جوایز و نشان‌ها، و همچنین عملیات تلفات، همچنین مدیریت و نگهداری سوابق کلیه پرسنل ارتش است.
در ایران، آجودان ارتش فردی نظامی است که وظایف تشریفاتی، هماهنگی و پشتیبانی از رئیس‌جمهور را در امور مربوط به ارتش ایران و مراسم‌های نظامی برعهده دارد. این فرد به عنوان رابط بین رئیس‌جمهور و ارتش عمل می‌کند و مسئولیت‌هایی مانند نظارت بر تشریفات نظامی، هماهنگی برنامه‌ها و اطمینان از اجرای دقیق پروتکل‌های نظامی را برعهده دارد.